# Magnézium-hidrid
A magnézium-hidrid szervetlen vegyület, képlete MgH2. 7,66 tömegszázalék hidrogént tartalmazó lehetséges hidrogéntároló közeg.

## Előállítás
1951-ben számoltak be elemeiből való előállításáról magnézium közvetlen hidrogénezéséről 20 MPa nyomáson 500 °C hőmérsékleten MgI2 katalizátorral:
{\displaystyle {\ce {Mg +H2 ->MgH2}}}
Gömbmalmokban alacsonyabb hőmérsékleten magnézium nanokristályokból és hidrogénből való előállítását vizsgálták. Egyéb előállítási módjai:
- magnézium-antracén hidrogénezése enyhe körülmények közt:[5] {\displaystyle {\ce {MgC14H10 + H2 ->MgH2 + C14H10}}}
- dietil-magnézium reakciója lítium-alumínium-hidriddel[6]
- MgH2-komplex, például MgH2·THF reakciója fenilszilánnal és dibutil-magnéziummal éterben vagy szénhidrogénben THF vagy TMEDA ligandum jelenlétében.[1]

## Szerkezet
A standard hőmérsékleten stabil α-MgH2 rutilrácsú. Legalább 4 magas nyomású forma van, ezek a γ-MgH2 α-PbO2-ráccsal, a köbös β-MgH2 Pa-3 tércsoporttal, az ortorombos HP1 Pbc21 és az ortorombos HP2 Pnma tércsoporttal. Ezenkívül ismert nem sztöchiometriai MgH2-δ is, de ez feltehetően csak kis részecskék esetén létezhet (a nagyobb kristályok gyakorlatilag sztöchiometriaiak, mivel kevés H-hiány szerepelhet bennük).
A rutilrácsos formában a kötések egyesek szerint részben kovalensek, szinkrotronos röntgendiffrakciós töltéssűrűség-elemzés szerint a magnézium teljesen ionizált és gömbölyű, a hidrogén nyújtott. Vibrációs spektrum alapján azonosított magnézium-hidrideket (MgH, MgH2, Mg2H, Mg2H2, Mg2H3 és Mg2H4) találtak mátrixizolált mintákban 10 K alatt, melyek magnézium lézeres leválasztásával keletkeznek hidrogén jelenlétében. A Mg2H4-molekula a dimer alumínium-hidridhez (Al2H6) hasonló hídszerkezettel rendelkezik.

## Reakciók
Könnyen reagál vízzel, hidrogént adva:
{\displaystyle {\ce {MgH2 + 2H2O ->2H2 + Mg(OH)2}}}
287 °C-on 0,1 MPa nyomáson H2-re és Mg-ra bomlik. A magas hőmérséklet a MgH2 reverzibilis hidrogéntárolókénti használatát korlátozhatja:
{\displaystyle {\ce {MgH2 ->Mg + H2}}}

## Fordítás
Ez a szócikk részben vagy egészben  a   Magnesium hydride című angol Wikipédia-szócikk ezen változatának fordításán alapul.  Az eredeti cikk szerkesztőit annak laptörténete sorolja fel. Ez a jelzés csupán a megfogalmazás eredetét és a szerzői jogokat jelzi, nem szolgál a cikkben szereplő információk forrásmegjelöléseként.